# Zio
Gli zii, rispettivamente lo zio e la zia, corrispondono ai fratelli, alle sorelle, ai cognati o alle cognate dei genitori di una persona. Essi possono essere paterni o materni.
Il termine può essere utilizzato anche per riferirsi ai cugini dei genitori (che a rigore rientrano nella definizione di "cugino"), per rispetto del salto generazionale, anche se la diffusione di tale uso può variare da regione a regione (ad esempio nel Nord Italia si tende a considerarli dei "cugini" piuttosto che degli "zii" mentre nel centro-sud si ha la tendenza opposta); termini usati nei dizionari per indicare il cugino del genitore sono "zio cugino", "cugino di secondo grado", "procugino" e "biscugino". Il termine "zio" viene usato anche per rivolgersi ai prozii.
Talora il termine è impiegato per riferirsi a persone non legate da vincoli di parentela, tipicamente adulti vicini alla famiglia meritevoli di particolare rispetto o considerazione, come ad esempio, per i bambini, gli amici dei genitori. Viene utilizzato anche nel gergo giovanile di molte regioni d'Italia, associandolo alla figura di un amico stretto.

## Relazioni
Una persona è nipote di suo zio.
Se lo zio o la zia è fratello o sorella di un genitore (ma non se lo è il suo coniuge):
- le sue sorelle sono la madre o altre zie.
- i suoi fratelli sono il padre o altri zii.
- i suoi genitori sono i nonni.
- i suoi figli sono cugini.

Uno zio può anche essere più giovane del nipote, quando i genitori che sono già nonni generano un altro figlio.